# Надь, Имре
И́мре Надь (венг. Nagy Imre, [nɒɟ imrɛ]; 7 июня 1896, Капошвар, Австро-Венгрия — 16 июня 1958, Будапешт, Венгрия) — венгерский политический и государственный деятель. Сторонник демократических реформ в коммунистической партии. Премьер-министр Венгерской Народной Республики в 1953—1955 и во время восстания 1956 года, подавленного советскими войсками. Казнён 16 июня 1958 года.

## Биография

### До Второй мировой войны
В годы Первой мировой войны Имре Надь был призван в австро-венгерскую армию. В 1916 году он попал в русский плен и был вывезен в Иркутскую губернию, где, подобно многим другим военнопленным из Австро-Венгрии, стал убеждённым марксистом. В 1917 году вступил в РКП(б), в годы Гражданской войны сражался в рядах Красной армии.
Имре Надь вернулся в Венгрию только в 1921 году. В 1924 году он вступил в ВСДП, но был исключен из неё за критику руководства в 1925 году, когда вступил в марксистскую Коммунистическую партию Венгрии, где занимался по преимуществу аграрными вопросами. В общей сложности с 1921 по 1927 год в заключении по политическим мотивам пробыл три года. С ужесточением хортистского режима и запретом компартии вновь был арестован, затем эмигрировал в Вену.
В 1929—1944 годах Имре Надь жил в СССР, работая в Коминтерне. В 1930—1936 научный сотрудник Международного аграрного института, разрабатывал аграрную программу КПВ. 17 января 1933 года был завербован в качестве агента (секретного осведомителя) ГУГБ НКВД СССР. Поскольку он находился в хороших отношениях с Николаем Ивановичем Бухариным, после первого ареста последнего также был арестован в ночь с 4 на 5 марта 1938 года, но через несколько дней был освобождён. В 1939 году был восстановлен в рядах ВКП(б).
Во время чисток 1937—1938 годов, в результате которых были репрессированы Бела Кун и ряд других венгерских коммунистов, сотрудничество Надя с НКВД позволило ему выжить в ходе частых чисток. В соответствии с документами, имевшимися в архиве КГБ СССР, Имре Надь активно сотрудничал с НКВД и писал доносы на работавших в Коминтерне венгерских коммунистов. По доносам, собственноручно подписанным Имре Надем, были арестованы десятки человек, из которых 15 были расстреляны или погибли в лагерях. Он имел агентурную кличку «Володя» и, как отмечали его начальники, работал инициативно, умело и бескорыстно, материального вознаграждения не получал.
В 1941 году записался добровольцем в Красную Армию, но так и не был отправлен на фронт. До ноября 1944 года работал на московской радиостанции Кошут-радио, которая вела трансляцию программ на венгерском языке для жителей Венгрии, являвшейся союзницей Германии в войне.

### Послевоенные годы
4 ноября 1944 года Надь вернулся на родину с первой группой коммунистов-эмигрантов. С конца 1944 года он занимал министерские посты (преимущественно связанные с сельским хозяйством) в коалиционных правительствах Венгрии. 15 марта 1945 года именно он провозгласил правительственный декрет о земле, по которому все крестьяне наделялись собственными земельными участками. С 1945 года Имре Надь занимал посты министра внутренних дел в кабинете Золтана Тилди и министра продовольствия в кабинетах Ференца Надя и Иштвана Доби, а также был введён в состав ЦК Венгерской коммунистической партии.

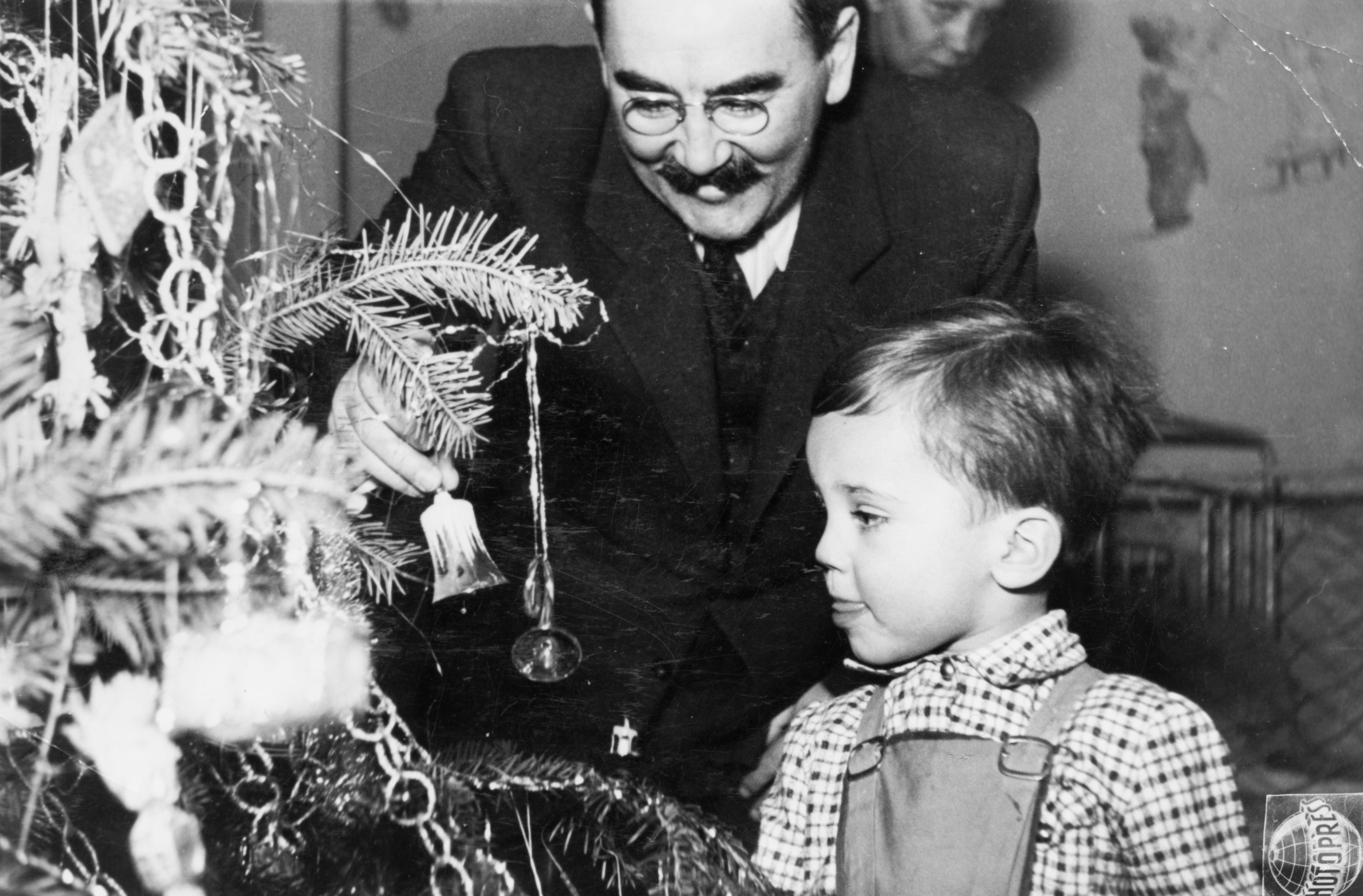
Имре Надь с внуком у рождественской ёлки. 1951

В 1949 году Имре Надь по обвинению в оппортунизме был исключён из ЦК и снят со всех постов. На пост министра сельского хозяйства был возвращён после «покаяния» в декабре 1950 года.
Провал планов индустриализации, жёсткий курс венгерского руководства и изменения в СССР после смерти И. В. Сталина привели к тому, что советское руководство (В лице Г. М. Маленкова, Л. П. Берии, В. М. Молотова, Н. С. Хрущёва, Н. А. Булганина, А. И. Микояна и советского посла в Венгрии Е. Д. Киселёва) 13 июня подвергло масштабной критике руководство Венгрии во главе с Матьяшем Ракоши. Во время своего визита в Москву, последнее подверглось критике за слишком жёсткие методы управления страной и плачевное положение в сельском хозяйстве, в связи с чем советское руководство настояло на необходимости смены курса в Венгрии и реорганизации венгерского правительства. Впоследствии Хрущёв (во время переговоров с Иосипом Броз Тито в мае 1955 года) заявил, что инициатором выдвижения Надя на пост главы венгерского правительства был Лаврентий Берия. После этого, на пленуме Центрального руководства ВПТ 27—28 июня 1953 года Ракоши был подвергнут критике и заменён на посту главы правительства Имре Надем. Новый глава правительства со своими сторонниками занял серьёзные позиции в партии. На посту главы правительства этот венгерский политик провёл ряд мер, направленных на улучшение жизни народа (были уменьшены налоги, увеличены зарплаты, либерализированы принципы землепользования), прекратил политические репрессии. Была проведена амнистия, прекращено интернирование и запрещено выселение из городов по социальному признаку. Имре Надь прекратил строительство множества крупных промышленных объектов. Капиталовложения были направлены на развитие лёгкой и пищевой промышленности, было ослаблено давление на сельское хозяйство, снижены цены на продукты и тарифы для населения.
Всё это сделало его популярным среди простых венгров. Сворачивание индустриализации и кооперирования в сельском хозяйстве вызывали резкую критику со стороны Ракоши и его приверженцев. К тому же смещение в СССР главы правительства Г. М. Маленкова, выступавшего за приоритетное развитие лёгкой промышленности, ослабило позиции Надя. В конце концов Матьяш Ракоши, использовав привычные средства закулисной борьбы, сумел одержать победу над соперником, которого немалая часть трудящихся уже считала символом новой политики, гарантом лучшей жизни. В итоге 18 апреля 1955 года Имре Надь был смещён с поста премьер-министра и исключён из ВПТ.
Новый глава правительства Андраш Хегедюш был молод и не имел влияния в партии, и партийное руководство (Ракоши, Герё, Фаркаш) продолжило сталинистский курс во всех отраслях общественной жизни. Среди широких слоёв венгерского народа это вызывало недовольство. Стихийно зарождались требования возвращения к власти Надя, проведения альтернативных выборов, вывода из Венгрии советских войск. Многие венгры вовсе считали социалистический курс своей страны ошибочным.
В июле 1956 года в результате внутрипартийной борьбы между сталинистами и сторонниками реформ пленум ЦК ВПТ отправил в отставку генерального секретаря Ракоши. Новым лидером ВПТ под давлением СССР стал его ближайший соратник Эрнё Герё, не пользовавшийся поддержкой даже среди членов ЦК. Надю было предложено вернуться в правительство ценой признания своих ошибок, но он отказался это сделать. Общественное недовольство нарастало, через неделю после перезахоронения 6 октября Ласло Райка и других лиц, казнённых как его «сообщники», сопровождавшегося 100-тысячной демонстрацией, Надь был восстановлен в партии.

### Во времяВенгерского восстания 1956 года

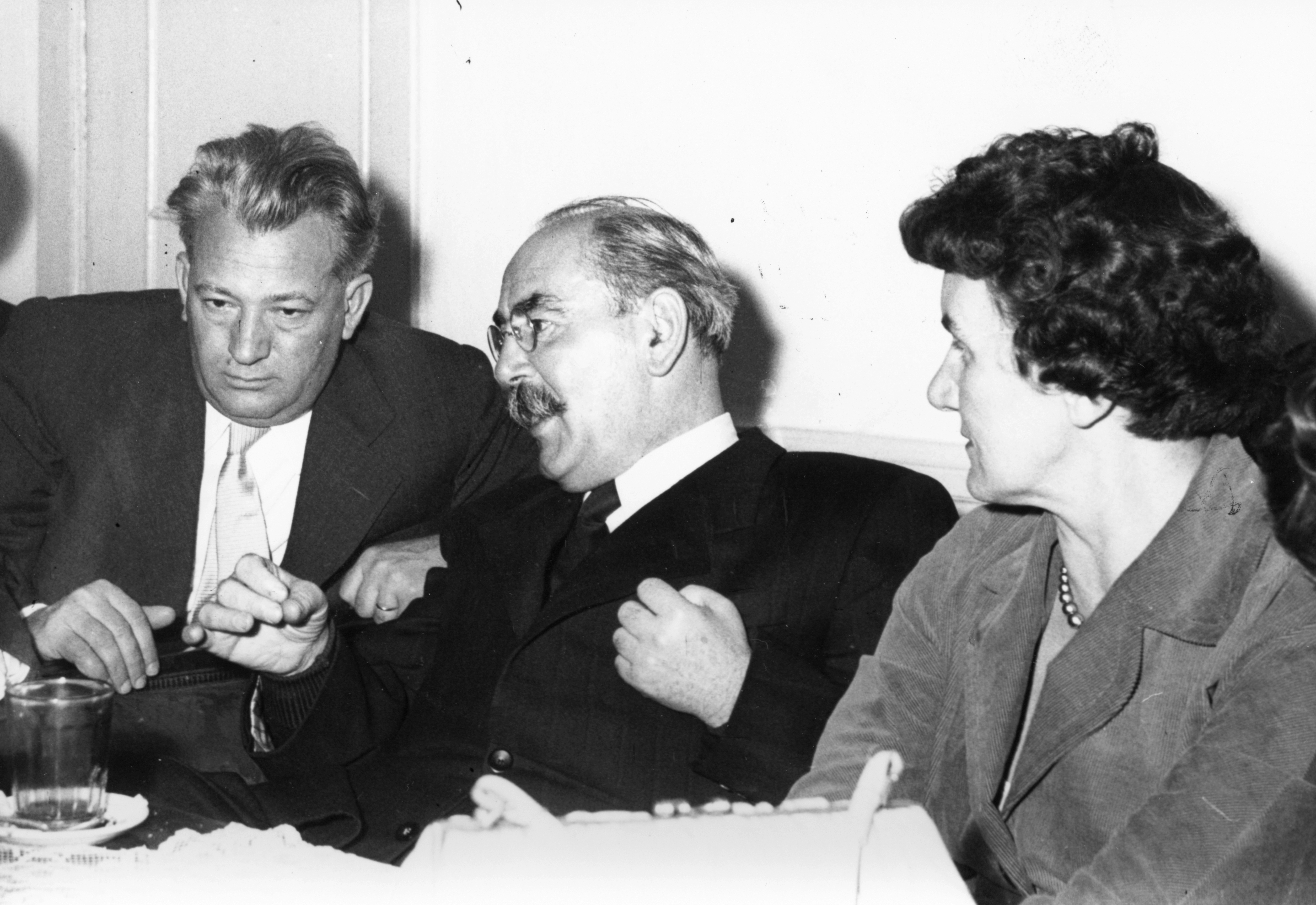
Имре Надь с министром образования писателем Йожефом Дарвашем и вдовой Ласло Райка. Октябрь 1956

С 20 октября в университетах прошли митинги, требованиями которых были пересмотр советско-венгерских отношений, вывод советских войск, свободные выборы, формирование правительства во главе с Надем, прекращение дискриминации частного сектора в сельском хозяйстве. 23 октября началась 200-тысячная демонстрация в Будапеште. Возле здания парламента перед демонстрантами выступил Надь о необходимости вернуться к курсу его правительства и омолодить партию. Демонстранты снесли памятник Сталину и попытались захватить ряд зданий в Будапеште. Начались бои между восставшими и частями государственной безопасности и армии. В 23 часа на основании решения Президиума ЦК КПСС начальник Генштаба Вооружённых сил СССР приказал командиру Особого корпуса начать выдвижение в Будапешт для оказания помощи венгерским войскам. Соединения и части Особого корпуса прибыли в Будапешт к 6 часам утра и вступили в бои с повстанцами.
В такой обстановке 24 октября Надь был назначен на пост Председателя Совета министров Венгрии и введён в состав Политбюро. Повстанцы, которых возглавляли Пал Малетер и Бела Кирай, благодаря широкой поддержке населения добились временного успеха. Перед Надем встала дилемма — подавить восстание с помощью советских войск или покончить с кризисом в сотрудничестве с революционерами. 27 октября он выбрал второй вариант, включил в правительство философа-марксиста Дьёрдя Лукача и двух бывших лидеров Независимой партии мелких хозяев Золтана Тилди и Белу Ковача. 28 октября Надь признал народное возмущение справедливым, отказался от первоначально использовавшегося им термина «контрреволюция», объявил о прекращении огня, выводе советских войск из Будапешта, признал созданные во время восстания революционные организации, пообещал амнистию и изменения в сельскохозяйственной политике.
30 октября советские войска были выведены из столицы, из отрядов повстанцев была создана Национальная гвардия, распущены органы госбезопасности, освобождён из-под ареста глава венгерской Католической церкви Йожеф Миндсенти. Правительство Имре Надя приняло решение о восстановлении в Венгрии многопартийной системы и о создании коалиционного правительства из представителей ВПТ, Независимой партии мелких хозяев, Национальной крестьянской партии и воссозданной Социал-демократической партии. Было объявлено о предстоящем проведении свободных выборов. Президиум Центрального руководства ВПТ принял решение о роспуске Венгерской партии труда. Однако единства власти в стране не было: существовали непреодолимые противоречия между правительством и пользовавшимся большим авторитетом Миндсенти. Также Надь не смог взять под контроль уличные беспорядки в Будапеште — один из лидеров боевиков, Йожеф Дудаш, открыто призывал не признавать правительство Надя.
2 ноября было сформировано многопартийное правительство, Пал Малетер назначен министром обороны, а Бела Кирай главнокомандующим Национальной гвардией, которая должна была стать ядром новой венгерской армии.
Советское руководство поначалу пошло на уступки восставшим, признав их борьбу справедливой и выведя войска из Будапешта. Однако 1 ноября Надь заявил, что Венгрия выходит из Организации Варшавского договора, и провозгласил её нейтралитет. Кроме того, он обратился в ООН с просьбой защитить суверенитет Венгрии. Для СССР такое развитие событий было неприемлемым. В результате 4 ноября советские танки повторно вошли в Будапешт.
Надь укрылся в посольстве Югославии. 22 ноября он был обманным путём выманен оттуда и после нахождения под арестом в Румынии возвращён в Венгрию. Хрущёв не желал смерти Надя. Он учитывал позицию Югославии. На заседании президиума ЦК 5 февраля 1958 года заметил: «Проявить твёрдость и великодушие». Но Янош Кадар хотел избавиться от Надя. Суд несколько раз откладывался по просьбе Москвы и был устроен в момент нового обострения отношений с Югославией.
Повешен 16 июня 1958 года за государственную измену наряду с Палом Малетером и Миклошем Гимешем. Советским руководством обвинён в реставрации капитализма; по формулировкам публикации того времени, «Имре Надь с единомышленниками считали, что государство народной демократии является государством капиталистического толка, а национализированные промышленные предприятия не являются социалистическими, представляя собой государственно-капиталистический сектор. Таким образом они пытались добиться ликвидации диктатуры пролетариата». Писать прошение о помиловании он отказался, заявив, что история и мировое коммунистическое движение рассудят, кто был прав.

### Посмертное признание

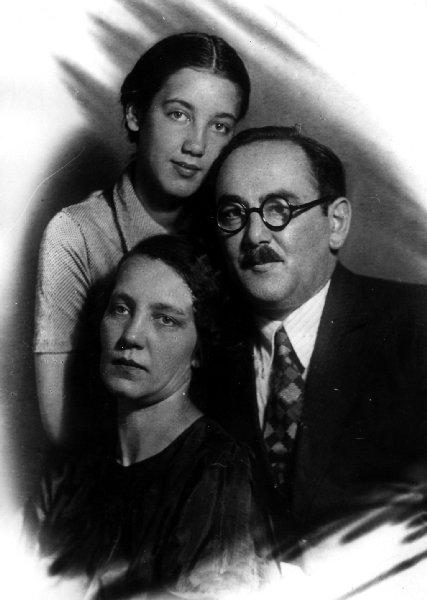
Имре Надь с семьёй в эмиграции в СССР. 1938

После падения социализма торжественно перезахоронен в июле 1989 года. Объявлен национальным героем Венгрии.
В 1990 году по инициативе М. С. Горбачёва КГБ СССР передал документы о сотрудничестве И. Надя с НКВД генеральному секретарю ЦК ВСРП К. Гросу, который по поручению Политбюро доложил о вскрывшихся фактах на пленуме ЦК ВСРП. Приняли решение не публиковать и даже не обсуждать полученные документы. Копии этих документов находятся в архиве в Будапеште и доступ к ним закрыт.

## Версии
По мнению российского публициста Эдварда Радзинского, Надь участвовал в расстреле царской семьи Романовых. Такая информация появилась и в книге австрийской журналистки Элизабет Хереш, в которой приводится «список Юровского».
Хотя некий Имре Надь упоминается «в перечне лиц, принимавших участие в расстреле царской семьи», но «в его автобиографии говорится о пребывании не на Урале, а в Сибири, в районе Верхнеудинска (Улан-Удэ)», а «непосредственные доказательства причастности Имре Надя, а не его вероятного однофамильца, к расстрелу царской семьи, на данный момент не прослеживаются».

## Семья и потомки
Был женат на Марии Эгетё. Дочь Эржебет Надь (1927—2008) — журналистка, после подавления восстания 1956 года была вывезена в Румынию, где жила со своими сыном и дочерью, в 1958 г. ей разрешили вернуться в Венгрию. Её муж, историк-религиовед Янош Ференци, подвергся репрессиям, после освобождения работал в архиве, умер в 1968 году. В 1980-е годы она несколько раз встречалась с венгерскими коммунистическими политиками, стремясь к примирению, что было неоднозначно воспринято венгерской антикоммунистической эмиграцией. В посткоммунистической Венгрии она возглавляла фонд им. Имре Надя, повторно вышла замуж, имела государственные награды. Внучка Имре Надя (дочь Эржебет) Каталин Яноши (р. 1951) — известная художница по гобеленам, её муж Енё Бенедек (ум. 2019) и сын Имре Бенедек (правнук политика) — также художники.

## Сочинения
- Положение крестьянства в Венгрии. — М. : изд. и тип. Междунар. аграр. ин-та, 1933. — Обл., [3], 64 с.